# Muhammad Yusuf al-Najjar
Muhammad Yūsuf al-Najjar, più noto come Abū Yūsuf (Yavne, 11 giugno 1930 – Beirut, 10 aprile 1973), è stato un guerrigliero e terrorista palestinese.
Fece parte da giovane dell'Unione Generale degli Studenti Palestinesi e militò nell'associazione dei Fratelli Musulmani tra il 1952 e il 1958, visitando l'Arabia Saudita e il Qatar.
Quando fu formata l'organizzazione guerrigliera al-Fatḥ alla fine degli anni cinquanta, Abū Yūsuf aderì al gruppo guerrigliero palestinese, assumendo presto il comando della sua ala militare.
Nel 1968 Abū Yūsuf fu nominato nel Comitato Esecutivo dell'Organizzazione per la Liberazione della Palestina (il governo delle strutture militanti della Resistenza Palestinese). Pochi anni dopo divenne comandante delle operazioni del gruppo terroristico palestinese di "Settembre Nero", responsabile nel 1972 del Massacro di Monaco, nel corso del quale 11 atleti israeliani furono massacrati.
Ciò convinse Israele della necessità di operare una ritorsione contro l'OLP; chiamata Operazione Collera di Dio, con Abū Yūsuf come principale obiettivo.
Nel 1973 Israele inviò un commando a Beirut per uccidere un certo numero di esponenti di alto rango dell'OLP, nell'operazione chiamata Operazione Primavera di Gioventù. Abū Yūsuf e sua moglie furono massacrati a colpi di arma da fuoco nella loro camera da letto mentre truppe israeliane mettevano a soqquadro il loro appartamento beirutino.
Due mesi prima del suo omicidio, Abū Yūsuf era stato intervistato dal quotidiano di Beirut in lingua francese L'Orient-Le Jour.  In essa aveva spiegato la sua adesione alla causa palestinese: "Noi piantiamo i semi e gli altri mieteranno il raccolto... Molto probabilmente moriremo tutti, uccisi perché ci scontriamo con un nemico feroce. Ma i giovani ci rimpiazzeranno".